# Holzmanno Winterstein

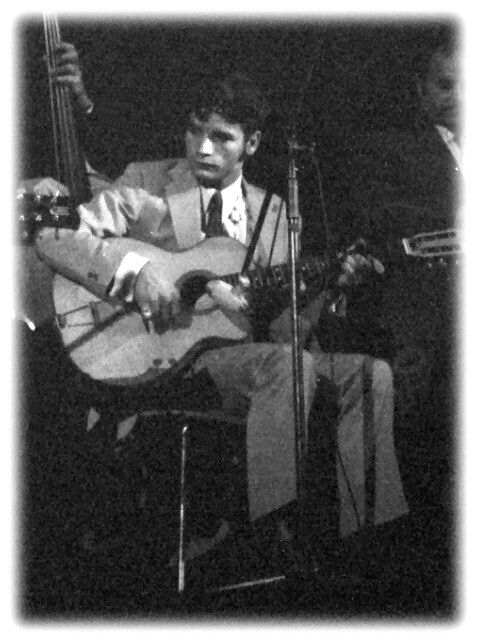
Holzmanno Winterstein 1972 in Mainz

Holzmanno Winterstein, auch Holzmanno Lagrene, (* 1952 in Molsheim/Elsass) ist ein deutscher Gitarrist, und hierbei vor allem Interpret von Musik, wie sie häufig von deutschen und französischen Sinti-Musikern gespielt wird, insbesondere von Gypsy-Jazz, der auch Sinti-Swing, Jazz Manouche oder Swing Manouche genannt wird, spielt aber auch Modern Jazz. Winterstein ist Sinto.
Mit seinen Eltern und seinen Geschwistern, darunter Ziroli Winterstein, wohnte er lange Jahre auf dem Hartenberg in Mainz. Von seinem Vater Prinzo Winterstein, der als einer der besten Gitarristen unter den Sinti galt, lernte er das Gitarrespielen.
Schon im Alter von 17 Jahren (1969) spielte er im „Schnuckenack Reinhardt-Quintett“ mit. Drei Jahre später, im September 1972, war er gemeinsam mit seinem zwei Jahre jüngeren Bruder Ziroli Winterstein, der ebenfalls Gitarre spielte, Mitglied im neu gegründeten „Häns’che Weiss-Quintett“. Ab 1976 pausierte Holzmanno Winterstein beim beruflichen Musizieren für vier Jahre. Später gehörte er dem Hot Club the Zigan von Schmitto Kling an. Auch spielte er mit Titi Winterstein und hat Auftritte mit Biréli Lagrène und Wawau Adler.
Er spielt auf vielen renommierten Festivals in Frankreich, Italien, der Schweiz, Österreich, Ungarn, Tschechien und anderen Ländern, genauso wie im Zelt-Musik-Festival in Freiburg und bei diversen anderen inländischen Auftritten.
Als Rhythmusgitarrist ist er aktuell oft im Trio von Wawau Adler und im New Haens'che Weiss Ensemble aktiv.

## Diskografie (Auswahl)
- Musik Deutscher Zigeuner – Schnuckenack Reinhardt Quintett, Vol. 2 (Da Camera Song, LP, Erstauflage November 1969, aufgenommen: 10./11. Juni 1969)
- Musik Deutscher Zigeuner – Schnuckenack Reinhardt Quintett, Vol. 3 (Da Camera Song, LP, Erstauflage September 1970, aufgenommen: 13./14. Mai 1970; Live-Aufnahmen aus Heidelberg,D und Ludwigsburg, D)
- Musik Deutscher Zigeuner – Schnuckenack Reinhardt Quintett, Vol. 4 (Da Camera Song, LP, Erstauflage April 1972, aufgenommen: 29./30. November 1971)
- Musik Deutscher Zigeuner – Häns’che Weiss Quintett, Vol. 5 (Da Camera Song, LP, Erstauflage März 1973, aufgenommen: 26./27./28. September 1972)
- Musik Deutscher Zigeuner – Häns’che Weiss Quintett, Vol. 6 (Da Camera Song, LP, Erstauflage Mai 1974, aufgenommen: 29./30./31. Oktober 1973)
- Häns’che Weiss Quintett: Dja Maro Drom (Electrola, LP, Erstauflage September 1974, aufgenommen: 1.–5. Juli 1974)
- Adagio, Hot Club the Zigan, Aurophon, 1987
- Witchcraft, Hot Club the Zigan, Aurophon, 1991
- Back to the Roots -Vol.1 von Wawau Adler, Satin Doll Productions, Veröffentlichung: 03/2006
- Djinee Tu Kowa Ziro, Titi Winterstein Quintett, Veröffentlichung 18. Juli 2006
- Back to the Roots- Vol.2 von Wawau Adler, Satin Doll Productions, Veröffentlichung: 06/2007